# Elia Eudossia
Elia Eudossia (latino: Aelia Eudoxia; ... – 6 ottobre 404) fu la moglie dell'imperatore Arcadio.

## Origini e ascesa al trono
Eudossia era figlia di Bautone, un franco che servì come magister militum dell'esercito romano d'Occidente negli anni 380; la madre di Eudossia non è nota, sebbene sia possibile che fosse romana. Ad ogni modo, Eudossia fu considerata una «barbara» dai suoi detrattori per il resto della vita.
Bautone fu console nel 385, ma morì prima del 388. Eudossia fu inviata a Costantinopoli, sotto la tutela del magister militum d'Oriente Promoto, che ne curò l'educazione. Alla morte di Promoto (392), Eudossia seguì uno dei suoi due figli, che andarono a vivere a corte o comunque a stretto contatto con i figli dell'imperatore Teodosio I, Onorio e Arcadio.
Teodosio morì il 17 gennaio 395, a Milano: Arcadio ed Eudossia si sposarono il 27 aprile successivo, prima che il corpo di Teodosio giungesse a Costantinopoli per il funerale. La tradizione vuole che Eudossia fosse di grande bellezza e che Arcadio se ne innamorasse immediatamente dopo averne visto un ritratto mostratogli da Eutropio; la storia è probabilmente apocrifa, in quanto è verosimile che Arcadio ed Eudossia si conoscessero da tempo. Le ragioni per tanta fretta di celebrare il matrimonio sono forse da cercarsi nella volontà, da parte di Arcadio o del potente eunuco Eutropio, di allontanare il giovane imperatore (all'epoca Arcadio aveva 17 anni) dall'influenza del suo tutore, il prefetto del pretorio d'Oriente Rufino. Rufino era stato un oppositore di Promoto e aveva a propria volta una figlia che avrebbe voluto sposare ad Arcadio per rafforzare il proprio controllo sull'imperatore.

## Regno
Eudossia ebbe una grande influenza sul marito, che, del resto, aveva un carattere debole ed era interessato più alla religione che alla politica. Nel 395 Eudossia si liberò della "tutela" di Eutropio, facendolo deporre grazie all'appoggio di Gainas, capo dei mercenari goti, e riuscendo, in seguito, a farlo giustiziare malgrado le proteste del patriarca di Costantinopoli Giovanni Crisostomo. Crisostomo, che era già impopolare a corte per i suoi sforzi di riforma della Chiesa, venne fatto condannare e deporre da un sinodo per volontà di Eudossia e del patriarca di Alessandria Teofilo.
Il 9 gennaio 400 Eudossia venne innalzata al rango di augusta: iniziò ad indossare il paludamentum porpora con il diadema d'oro, e vennero coniate monete recanti la sua effigie e il suo nome. Iniziò una propaganda della dignità imperiale della nuova augusta, che comprendeva la sua incoronazione per mano divina sulle monete, in statue inviate in tutto l'impero (anche in Occidente), e nell'elevazione di una statua d'argento su di una colonna di porfido per volere del praefectus urbi di Costantinopoli, Simplicio (403). Arcadio cambiò il nome della città di Selimbria in Eudoxiopolis in suo onore.
Eudossia ebbe sette gravidanze, delle quali cinque portate a termine: Flacilla (17 gennaio 397); Pulcheria (19 gennaio 399); Arcadia (3 aprile 400); Teodosio (10 aprile 401); Marina (12 febbraio 403).
Eudossia morì il 6 ottobre 404 per le complicazioni seguite al parto di un figlio nato morto.